# 쩐티엔키엠
쩐티엔키엠(베트남어: Trần Thiện Khiêm, 1925년 12월 15일 ~ 2021년 6월 24일)은 베트남의 군인, 정치인이다.
1947년에 프랑스령 안남 정부가 달랏에 설립한 달랏 국군사관학교를 졸업한 후 프랑스령 안남 식민 정부군 중위가 되었다. 1949년에 프랑스가 괴뢰국인 베트남국을 수립하고 괴뢰군인 베트남 국가군을 창설하였을 때 그는 국가군의 장교가 되었으며, 1954년에 국가군 소좌로 진급하였다. 1955년 해방 후에는 1975년까지 남베트남군에 복무하면서 4성 장군 계급을 받았으며 1960년대 남베트남에서 일어난 군사 쿠데타에 관여했다. 1960년 11월에 일어난 쿠데타 시도 과정에서는 응오딘지엠 총통을 구출하는 역할을 맡았지만 1963년에 일어난 군사 쿠데타 과정에서는 응오딘지엠을 축출시키고 암살했다.
1964년 1월에 응우옌카인이 일으킨 군사 쿠데타 과정에도 가담했지만 로마 가톨릭교회 신자였기 때문에 불교 신자였던 응우옌카인과의 갈등을 빚기도 했다. 1964년 9월에 불교 신자 출신 군인들이 군사 쿠데타를 시도했지만 미수에 그쳤다. 1972년 8월부터 1975년까지 남베트남 국방총장을 역임했으며, 1968년부터 1975년까지 남베트남의 수상을 역임했다. 1975년 북베트남 군대가 사이공을 점령하기 전에 미국으로 도주했다.